# سيريتوصور
 سيريتوصور  هو جنس من الأركوصورات البروتيروشامبسية من العصر الثلاثي المتأخر. تم العثور عليه في تكوين سانتا ماريا، في جيوبارك باليوروتا، البرازيل. يمثله نوع واحد. 
تم جمعه في عام 1941 بواسطة أنطونيو بينسفيلد، في سانجا دا أليمو. يوجد بالقرب منه جبل صغير يسمى سيريتو، والذي سمي الجنس باسمه.